# Lundgrenstjärnen, Norrbotten
Lundgrenstjärnen är en sjö i Älvsbyns kommun i Norrbotten och ingår i Piteälvens huvudavrinningsområde.